# Lisa with an 'S'
Lisa with an 'S' é o sétimo episódio da vigésima sétima temporada da série de animação de comédia The Simpsons, sendo exibido originalmente na noite de 22 de novembro de 2015 pela Fox Broadcasting Company (Fox) nos Estados Unidos. No episódio, Homer perde 5 mil dólares que ele não tem, em uma aposta de pôquer, sendo forçado a emprestar Lisa a uma estrela da Broadway para pagar sua dívida. Marge e Homer depois percebem que cometeram um erro terrível e devem ir a Nova York para resgatarem Lisa.
O episódio não foi bem recebido pela crítica de televisão especializada e conforme o instituto de mediação de audiências Nielsen, foi assistido por 5,64 milhões de espectadores em sua exibição original e recebeu uma quota de 2.3/7 no perfil demográfico de telespectadores entre os 18 aos 49 anos de idade.

## Produção
"Lisa with an 'S'" foi escrito por Stephanie Gillis e dirigido por Bob Anderson, sendo produzido sob o código TABF20. Foi o último episódio a ser produzido pela linha "TABFxx", que vinha sendo utilizada desde Blazed and Confused, sétimo episódio da vigésima sexta temporada. Este foi o primeiro trabalho tanto da Gillis quanto de Anderson nesta temporada. Treehouse of Horror XXV foi assinado por Gillis, enquanto Anderson dirigiu The Kids Are All Fight, ambos episódios da vigésima sexta temporada.
Esse episódio marca a última vez que Sam Simon foi creditado como produtor executivo. Simon faleceu em março de 2015 em decorrência de um câncer de cólon. Apesar de ser creditado, Simon não trabalhava de fato na série desde 1993, quando ele desistiu por estar em constante conflito com Matt Groening, James L. Brooks e a produtora Gracie Films. Porém, antes de deixar o show, ele negociou um acordo para receber uma parte dos lucros anuais do programa e um crédito de produtor executivo. Porém, como o animador Brad Bird relata, Simon foi essencial para o sucesso inicial do show, onde ele serviu nas primeiras quatro temporadas como supervisor criativo, sendo descrito por Bird como "o herói desconhecido".

## Enredo
Homer, Moe, Lenny, Carl e Barney iniciam o episódio cantando uma paródia de Tonight, enquanto se preparam para a noite de pôquer no bar do Moe. Em seu caminho para casa, Homer aposta Lisa se ele vencer. Porém, Homer falha e acaba perdendo cerca de 5 mil dólares a lenda da Broadway Laney Fontaine, que agora está namorando Moe, porque ele tem uma licença de bebidas. Ao tentar convencer Laney em devolver o seu dinheiro, Homer a convida para jantar com sua família, apenas para mostrar o quão miserável eles são. Lisa pede a ela para cantar uma canção enquanto ela toca saxofone. Foi quando Laney percebe que Lisa tem muito talento e que poderia se tornar uma famosa criança do show biz. Ela pede permissão a Marge para levar Lisa por um mês para tocar em seus shows.
Marge se recusa zangada, mas Lisa consegue convencê-la a deixá-la ir, com uma pequena ajuda de Vovô, dizendo que esta pode ser a única oportunidade de viver seus sonhos. Laney leva Lisa à Nova York, onde ela conheceu a ex-professora de balé de Lisa Chazz Busby. Ela passa facilmente da audição e se lança em um dos shows na Broadway. Mais tarde, durante uma conversa via Skype, Marge determina que Lisa não está em um bom lugar e decide levar a família para Nova York a fim de resgatá-la. Em seu caminho para a Big Apple, a família encontra o primo de Ned Flanders Jacob na Pensilvânia, e acabam de saber que Ned é agora considerado "ultra-liberal" e uma ovelha negra, porque ele vive no mundo moderno. Em Nova York, os Simpsons e até mesmo Marge percebem que Lisa se encaixa bem para um show na Broadway e eles decidem voltar para Springfield sem ela. Laney vê o sacrifício de Marge e imediatamente tira Lisa de seu show, alegando que ela tem mais elogios do que do que a estrela principal, deixando Lisa livre para voltar para casa com sua família.
O episódio termina com Homer levando o primo de Ned para a 744 Evergreen Terrace, onde Jacob faz Ned perceber que ele é o culpado por ser orgulhoso. Ambos os primos se conciliam abraçando Homer, para seu aborrecimento.

## Recepção
"Lisa with an 'S'" foi exibido originalmente na noite de 22 de novembro de 2015, um domingo, pela Fox Broadcasting Company nos Estados Unidos. De acordo com o sistema de mediação Nielsen, o episódio foi assistido por 5,64 milhões de telespectadores, e recebeu uma quota de 2.3/7 no perfil demográfico de telespectadores entre os 18 aos 49 anos de idade. Foi o show mais assistido da Fox naquela noite, e o terceiro que melhor pontuou em seu horário de exibição, sendo superado por Football Night in America, da NBC (3.4/11) e pela edição anual do American Music Awards, na ABC (3.5/10).
No geral, o episódio não foi bem recebido pela crítica de televisão especializada. Dennis Perkins do The A.V. Club o avaliou com um C+, comentando que "Poderia este montão de parcelas de enredos autorrealizados que se aglutinam em um episódio gratificante de Os Simpsons? Certamente algum deles eram engraçados por conta própria, ou se todos eles de alguma forma ligada se juntam no final. Em vez disso, "Lisa with an 'S'" apenas "existe", sendo a descrição final de um lote de episódios dos últimos dias da série (embora também houve realmente um par de ótimos episódios nesta temporada). Não foi de forma abismal ou irritante, pelo menos, que deixaria algo para falar. Este episódio foi apenas... sei lá!"